# Orechovitsa
Orechovitsa (Bulgaars: Ореховица) is een dorp in het noordwesten van Bulgarije. Zij is gelegen in de gemeente Dolna Mitropolija, oblast Pleven. Het dorp ligt ongeveer 27 km ten noordwesten van Pleven en 131 km ten noordoosten van de hoofdstad Sofia.

## Bevolking
In de eerste volkstelling van 1934 registreerde het dorp 4.161 inwoners. Dit groeide tot een officiële hoogtepunt van 4.509 inwoners in 1956. Sindsdien daalt het inwonersaantal. Op 31 december 2019 telde het dorp 1.200 inwoners.
Van de 1.386 inwoners reageerden er 1.060 op de optionele volkstelling van 2011. Van deze 1.571 respondenten identificeerden 999 personen zichzelf als etnische Bulgaren (94,2%), gevolgd door 33 Roma (3,1%), 11 Bulgaarse Turken (1%) en 17 ondefinieerbare personen (1,6%).
Van de 1.386 inwoners in februari 2011 werden geteld, waren er 175 jonger dan 15 jaar oud (12,6%), gevolgd door 714 personen tussen de 15-64 jaar oud (51,5%) en 497 personen van 65 jaar of ouder (35,9%).